# Fazlići
Fazlići (en cyrillique : Фазлићи) est un village de Bosnie-Herzégovine. Il est situé dans la municipalité de Travnik, dans le canton de Bosnie centrale et dans la fédération de Bosnie-et-Herzégovine. Selon les premiers résultats du recensement bosnien de 2013, il compte 193 habitants.

## Géographie
Le village est situé au bord de la rivière Bila, un affluent gauche de la Lašva.

## Démographie

### Évolution historique de la population dans la localité
| 1948 | 1953 | 1961 | 1971 | 1981 | 1991 | 2013 |
| ---- | ---- | ---- | ---- | ---- | ---- | ---- |
| -    | -    | 242  | 308  | 259  | 197  | 193  |

|  |

### Répartition de la population par nationalités (1991)
En 1991, les 197 habitants du village étaient tous Musulmans (bosniaques).